# Dirk Langendijk

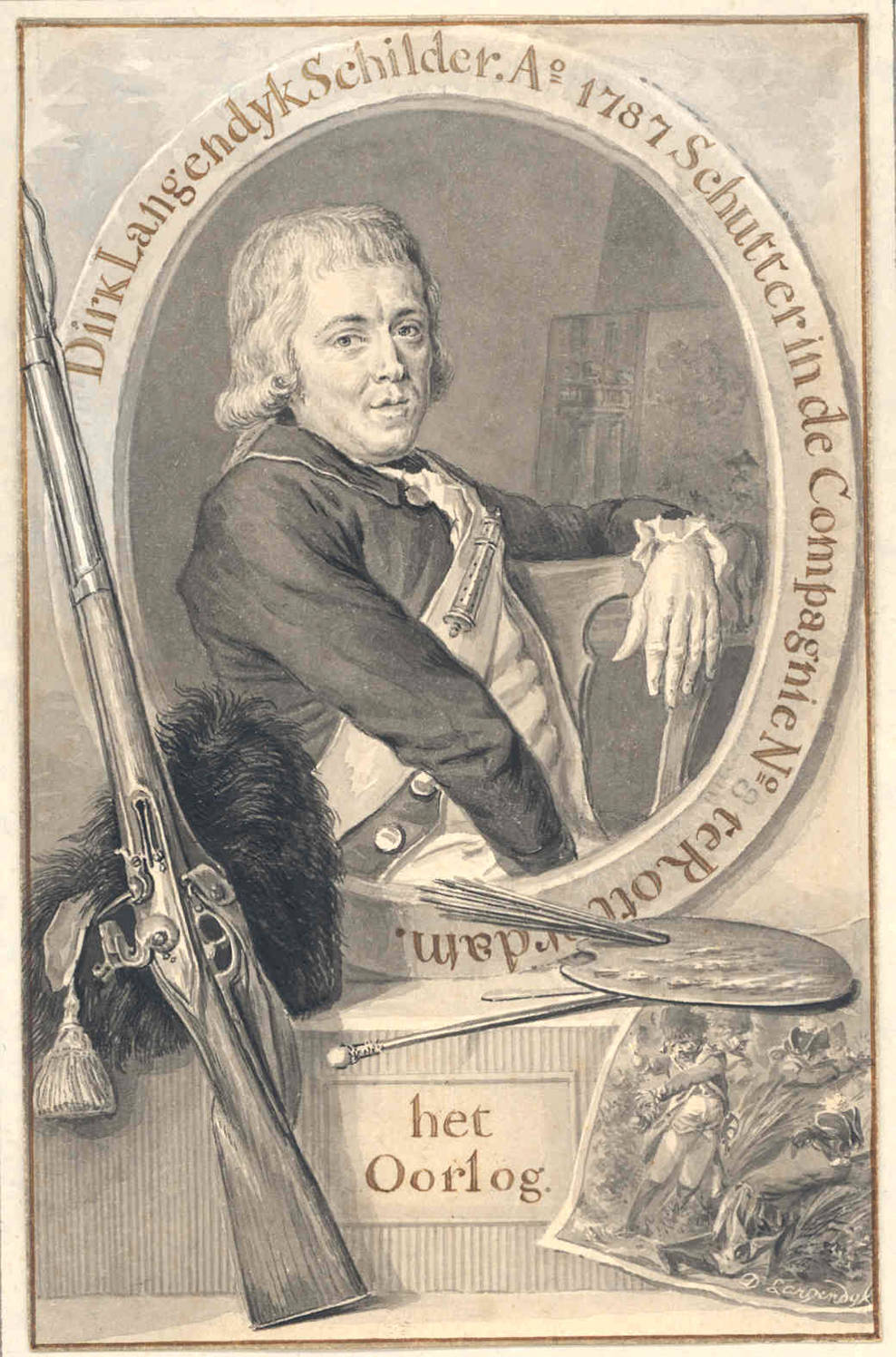
Zelfportret, afkomstig uit de Bijzondere Collecties, Universiteit Leiden

Dirk Langendijk (Rotterdam, 8 maart 1748 - Rotterdam, 15 december 1805), destijds geschreven als Langendyk, was een Nederlandse tekenaar, schilder en etser. Hij produceerde voornamelijk afbeeldingen van veld- en zeeslagen en andere militaire scènes uit de patriottentijd (ca. 1780-1800) en de Franse revolutionaire en napoleontische oorlogen (vanaf 1792).

## Biografie
Dirk Langendijk werd geboren aan de Bierhaven in Rotterdam als zoon van Hendrik Langendijk, afkomstig uit Wijhe in Overijssel, die in 1722 door de kamer van de VOC in Rotterdam benoemd werd tot garbuleur (ook wel garballeur of kruidlezer), iemand die specerijen van vuil en stof ontdeed en op kwaliteit sorteerde. Dirks moeder was Hendriks tweede vrouw Hendrina van der Kamp, die afkomstig was uit Arnhem.
Langendijk leerde het vak van Dirck Anthonie Bisschop (1708-58), die voornamelijk woninginterieurs, wapenschilden en rijtuigen beschilderde. Hij begon zich al snel te concentreren op militaire scènes, zoals blijkt uit zijn vroege schetsen van paarden en soldaten (1769-1777).
Langendijk was ongelukkig getrouwd en zocht troost in verdovende middelen. Hij stierf in 1805 op relatief jonge leeftijd. Zijn zoon Jan Anthonie Langendijk (1780-1818) volgde in zijn vaders voetsporen als tekenaar.

## Werk

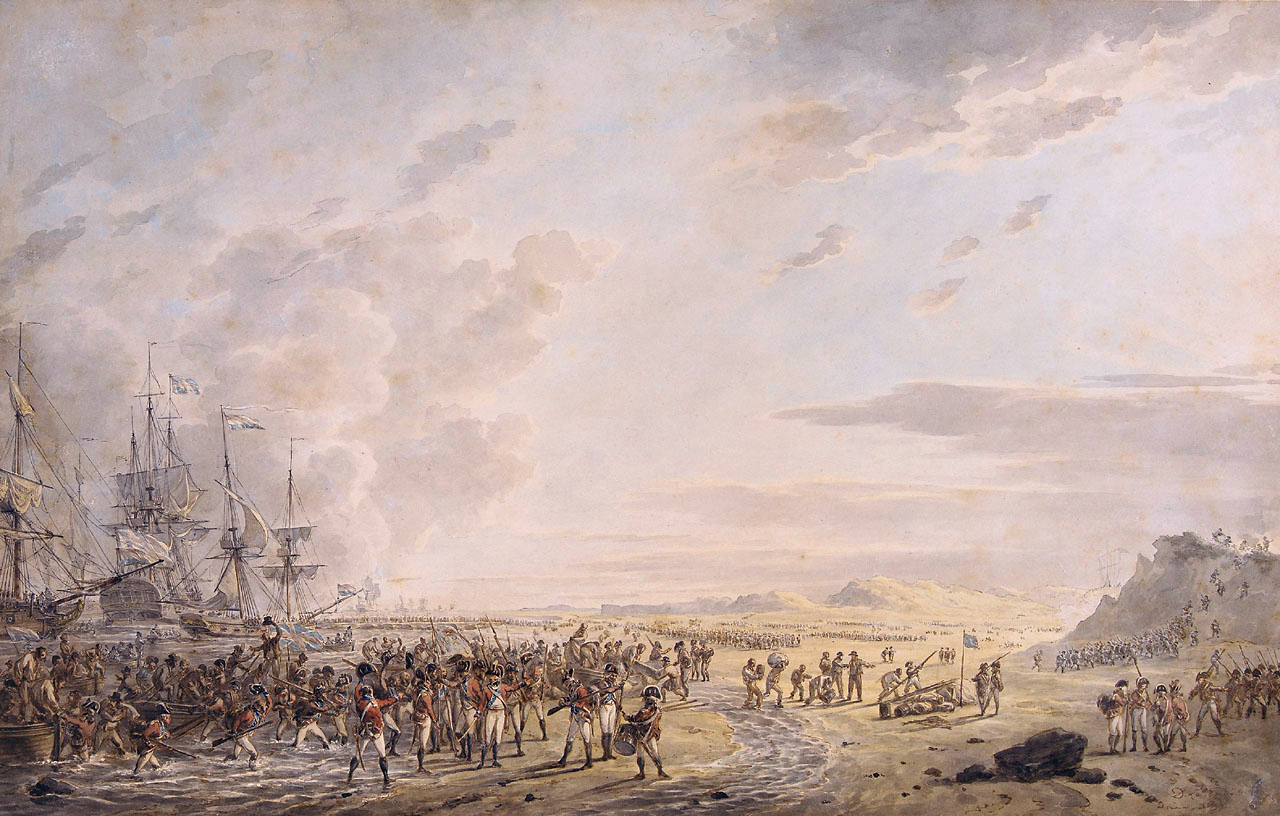
Dirk Langendijk (1799), De landing van Britse troepen bij Callantsoog.
National Maritime Museum, Greenwich, Londen

Langendijk schilderde bijna nooit individuen maar altijd groepen, vooral soldaten, officieren en paarden. Zijn afbeeldingen van paarden in veldslagen leverden hem veel bewondering op. Veel van zijn tekeningen en schilderijen werden gekopieerd door andere kunstenaars, zoals Johannes Adriaansz. Bemme (1775-1841), die een leerling van Langendijk was.

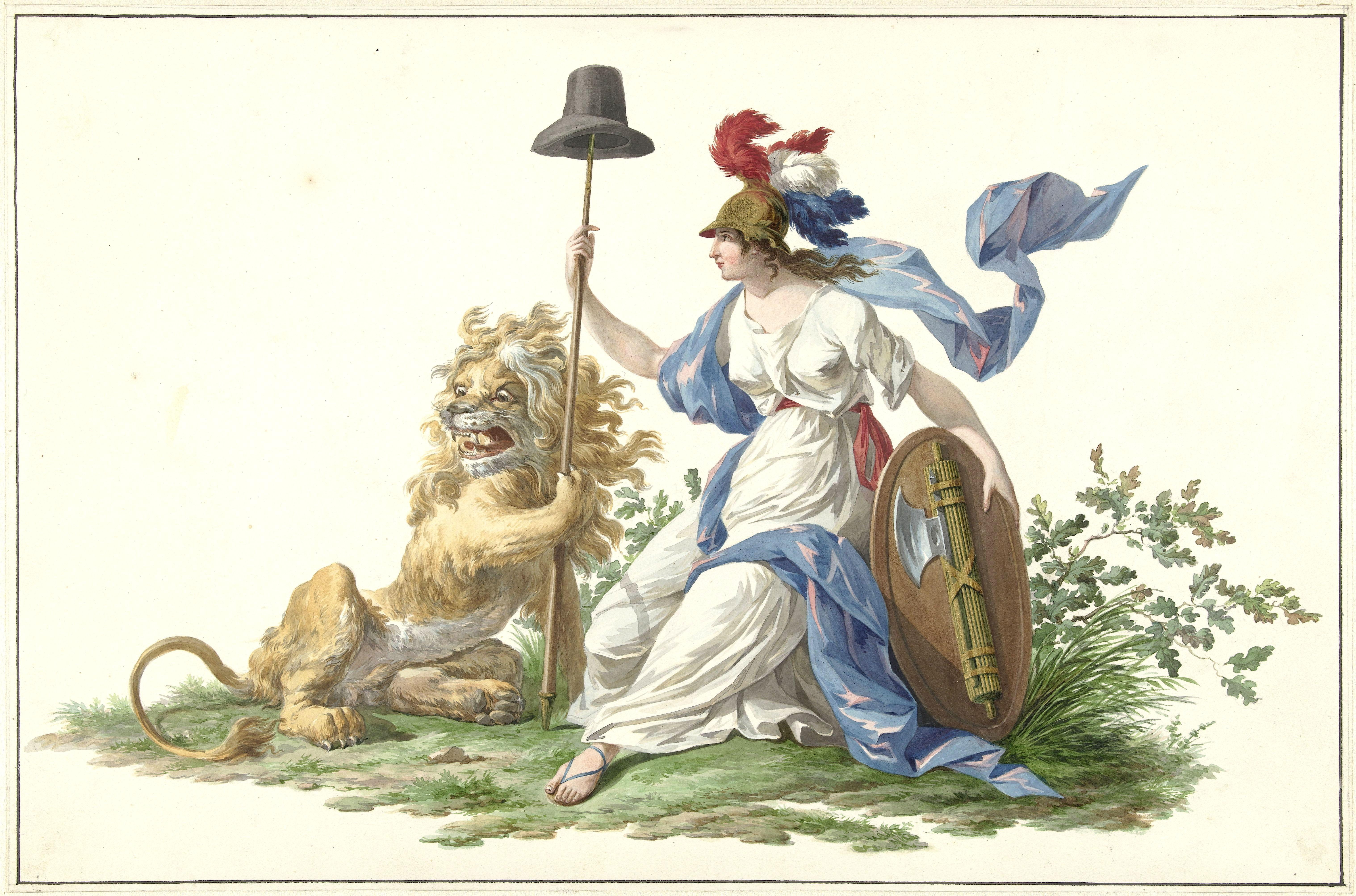
Geus van de Bataafse Republiek (1796).

De enige gedateerde schilderijen van zijn hand stammen uit de periode 1771/72-1780. Hierop zien we scènes uit het leven van de landadel en soldaten, zoals een schilderij uit ca. 1774 van een legerkamp met soldaten en paarden, nu in het bezit van het Museum Boijmans van Beuningen. In 1796 ontwierp hij de geus van de nieuwe Bataafsche vlag. In 1799 tekende hij de landing bij Callantsoog tijdens de Brits-Russische expeditie naar Noord-Holland die op 27 augustus van dat jaar plaatsvond. Langendijk was hoogstwaarschijnlijk aanwezig bij deze gebeurtenis, aangezien het schilderij de opschrift ad vivum 1799 ("naar het leven 1799") draagt. De tekening is nu in het bezit van het Britse National Maritime Museum; een aquarelversie van de tekening werd in 1803 aangekocht door de latere koning George IV en bevindt zich nu in de koninklijke bibliotheek in Windsor.
Een ongedateerd schilderij toont de tocht naar Chatham van admiraal Michiel de Ruyter in 1667. We zien de zeeslag van dichtbij, met man-tegen-mangevechten in de linkervoorgrond en een brandend, zinkend Engels schip in de achtergrond. Het schilderij bevindt zich nu in de collectie van het Brighton Museum & Art Gallery.
Een van de weinige niet-militaire afbeeldingen die hij produceerde was van de windmolen Spaarn en Wind, aan het Spaarne net buiten Haarlem. De molen staat in brand en een groep mensen staat naar de brand te kijken. Enkele mannen steken het Spaarne over om te helpen blussen. In een andere tekening, nu in het bezit van de Courtauld Gallery in Londen, zien we schepen in een storm voor de kust. Een schip is gestrand en de plaatselijke bevolking is bezig de goederen aan boord weg te halen.
In 1953 werd in het Rotterdams gemeentearchief een tentoonstelling gehouden van tekeningen en aquarellen van Langendijk, Christoffel Meijer en Langendijks zoon Jan Anthonie. Werk van Langendijk werd ook opgenomen in de tentoonstelling "Hartstochtelijk Verzameld — Beroemde Tekeningen in 18de-Eeuwse Hollandse Collecties" die in 2001 te zien was in het Teylers Museum in Haarlem en in 2002 in het Institut Néerlandais in Parijs.

## Verder lezen
- M.E. Deelen et al., Dirk Langendijk (1748-1805): tekenaar tussen kruitdamp en vaderlands gevoel, Stichting Historische Publicaties Roterodamum, Rotterdam, 1982
- M. Thissen-Menalda, Dirk Langendijk (1748-1805): Tekenaar in woelige tijden, Teylers Museum, Haarlem 1993